# California State Route 4
Die California State Route 4 (kurz CA 4) ist eine State Route im Bundesstaat Kalifornien der Vereinigten Staaten, die in West-Ost-Richtung verläuft. Die Straße verbindet die Stadt Hercules an der Bucht von San Pablo mit der California State Route 89 im Osten des Bundesstaats auf einer Strecke von etwa 317 km.

## Verlauf

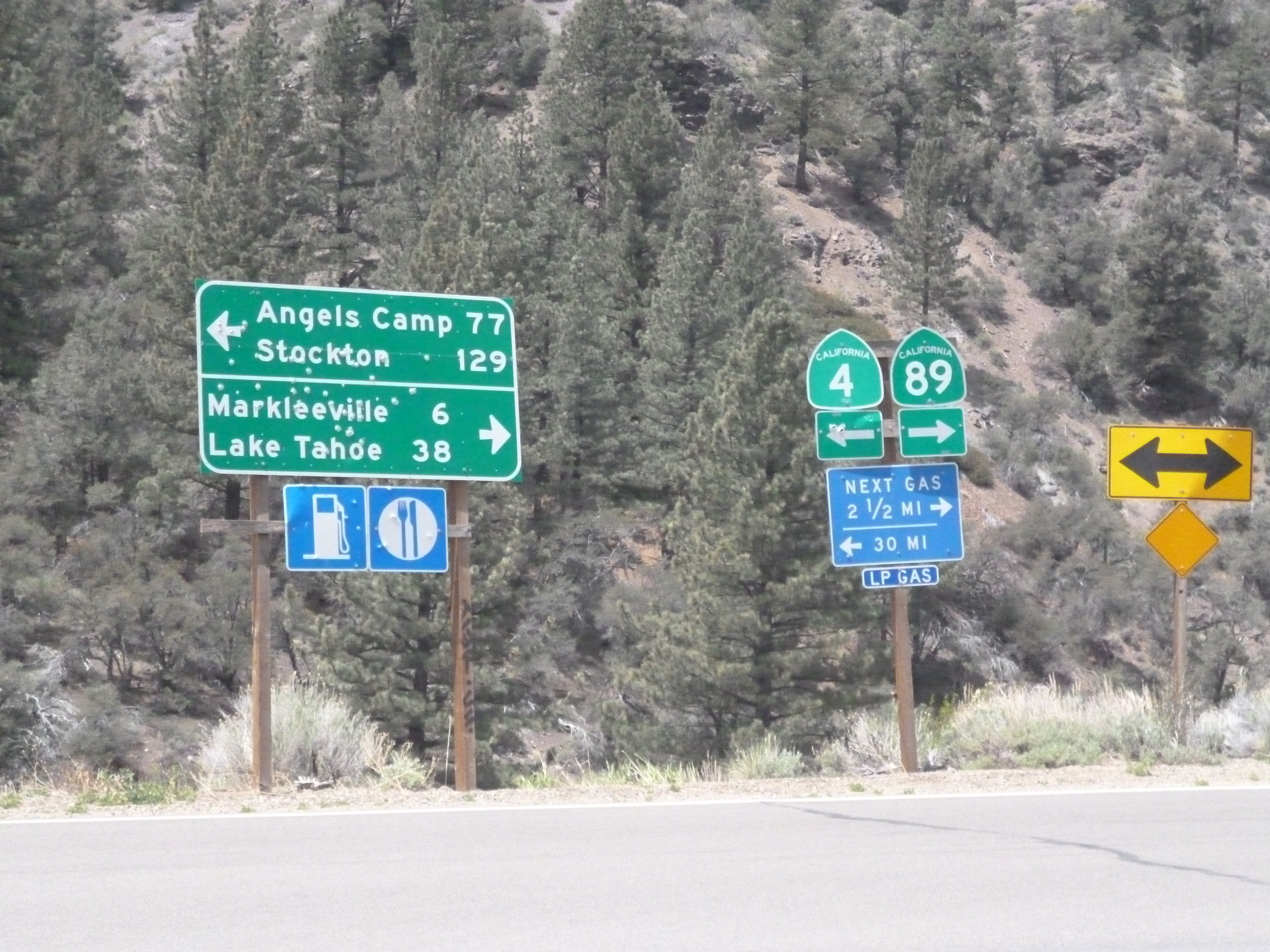
Kreuzung von CA 4 und CA 89

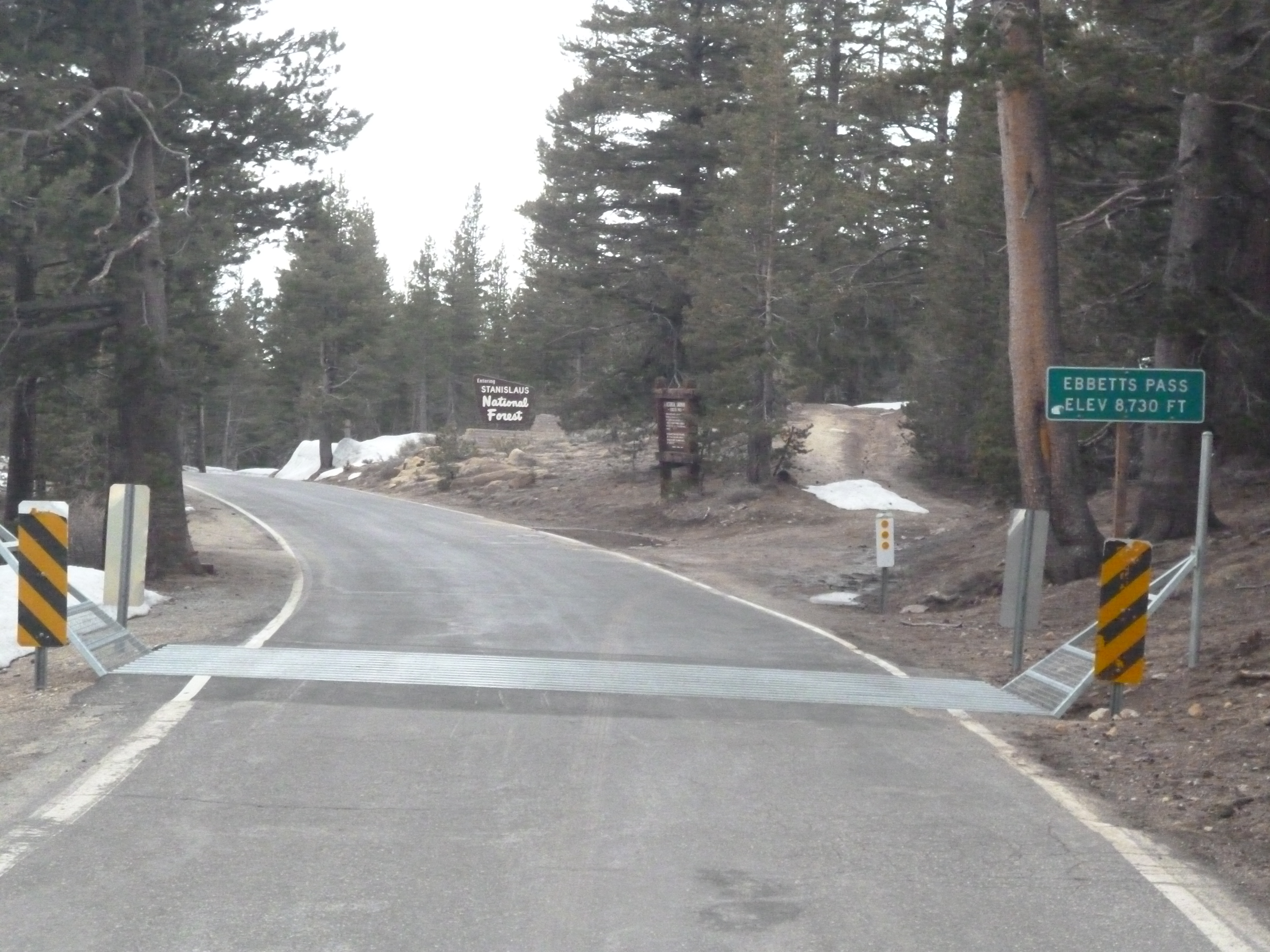
Ebbetts Pass

Die CA 4 beginnt vierspurig mit zwei getrennten Fahrstreifen an der Interstate 80 in der San Francisco Bay Area und führt von dort nach Osten. Sie kreuzt daraufhin die I-680 und verläuft nördlich der Stadt Concord entlang der Suisun Bay. Hinter der Stadt Antioch biegt die Straße für einige Kilometer nach Süden ab, um das Sacramento-San Joaquin River Delta zu umfahren, ehe sie wieder in östliche Richtung führt. Ab Brentwood wird die CA 4 dabei nur noch zweispurig. Bei Stockton kreuzt sie den San Joaquin River und die Interstate 5. Ab hier verläuft die California State Route 4 weiter durch eher ländliches Gebiet bis zur Westseite der Sierra Nevada. Ab dort schwenkt die Straße in nordöstliche Richtung und führt über den Ebbetts Pass über das Gebirge, wo sie bis zu 2663 m Höhe erreicht. Nach dem Pass mündet die Straße nahe der Grenze zu Nevada südlich des Lake Tahoe in die California State Route 89.